# Mangan(III) perchlorat
Mangan(III) perchlorat là một hợp chất vô cơ có công thức hóa học Mn(ClO4)3. Hợp chất này chỉ được biết đến dưới dạng dung dịch màu nâu.

## Điều chế
Đầu tiên, dung dịch mangan(II) perchlorat được điều chế bằng phản ứng của MnSO4 và Ba(OH)2 trong HClO4 dư. Sau đó, thêm dung dịch KMnO4 (đã được acid hóa) vào dung dịch trên để tạo ra lượng Mn(II) dư gấp 20–30 lần. Khi đó, dung dịch màu nâu của Mn(ClO4)3 được tạo ra. Phương trình ion rút gọn cho cả quá trình trên được viết gọn như sau:
4Mn2+ + MnO4− + 8H+ → 5Mn3+ + 4H2O
Dung dịch Mn(ClO4)3 cũng có thể điều chế bằng phương pháp điện phân trong môi trường nitơ. Một nghiên cứu quang phổ chỉ ra cả ion hexaaquo Mn(H2O)63+ và hydroxypentaaquo Mn(H2O)5OH3+ đều tồn tại trong dung dịch.

## Tính chất
Mangan(III) perchlorat chỉ được biết đến dưới dạng dung dịch màu nâu.
Theo phương pháp điều chế đầu tiên, dung dịch Mn(ClO4)3 loãng (nồng độ khoảng 10⁻³ M) trong môi trường acid 4 M ổn định trong một ngày, ngay cả khi pha loãng nồng độ ion H⁺ xuống 1,5 M. Tuy nhiên, khi đun nóng nhẹ dung dịch đến 50 ℃ trong 90 phút, kết tủa mangan(IV) oxide sẽ được tạo ra. Ở nhiệt độ thường, dung dịch này được coi là ổn định.

## Phức hợp
Mn(ClO4)3 chỉ được biết đến dưới dạng dung dịch; do đó, các phức hợp thường được nghiên cứu chi tiết hơn. Một vài phức hợp của mangan(III) perchlorat với các phối tử hữu cơ dưới dạng MnL6(ClO4)3, trong đó L = dimethylsulfoxide, dimethylformamide, pyridin-N-oxide, antipyridin và ure đã được biết đến. Phức hợp ure có màu tím đậm, D = 1,788 g/cm³ (đo) và 1,8 g/cm³ (tính toán).

## Ứng dụng
Mangan(III) perchlorat chỉ được sử dụng dưới dạng chất trung gian để điều chế các hợp chất hữu cơ khác, chẳng hạn Mn(C12H4N4)2·3CH3CN.